# Romuald Sidorski
Romuald Sidorski (ur. 5 lutego 1895 w Wierzbicy, zm. 28 lutego 1956 w Łodzi) – pułkownik dyplomowany piechoty Wojska Polskiego, działacz niepodległościowy, kawaler Orderu Virtuti Militari.

## Życiorys
Urodził się 5 lutego 1895 we wsi Wierzbica, w ówczesnym powiecie rawskim Królestwa Galicji i Lodomerii, w rodzinie Karola, artysty malarza (zm. 1904) i Agrypiny Marii z domu Zinko. W 1910 rozpoczął naukę w c. k. Seminarium Nauczycielskim Męskim w Sokalu. W następnym roku wstąpił do Tajnego Skautingu i Polskich Drużyn Strzeleckich. W 1914 ukończył naukę w seminarium i zdał egzamin maturalny z odznaczeniem.
W 1914 we Lwowie wstąpił do Legionu Wschodniego, a po jego rozwiązaniu został 3 października 1914 wcielony do cesarskiej i królewskiej Armii. Szkołę oficerów rezerwy ukończył w 1 tyrolskim pułku strzelców cesarskich w Innsbrucku. Od 13 maja 1915 do połowy października walczył na froncie włoskim, dowodząc plutonem i kompanią. Na stopień podporucznika rezerwy został mianowany ze starszeństwem z 1 stycznia 1916. Później został przeniesiony do 29 pułku piechoty. 1 listopada 1918 w Samborze zgłosił się do Polskiej Organizacji Wojskowej. Po zajęciu miasta przez Ukraińców przedarł się przez front do Przemyśla.
15 listopada 1918 w Przemyślu wstąpił do Legii Oficerskiej i w jej szeregach walczył w bitwie o Lwów. Od 23 grudnia tego roku dowodził kompanią 3 batalionu strzelców sanockich, a od 24 kwietnia do 17 lipca 1919 był dowódcą II batalionu 10 pułku piechoty. Wyróżnił się szczególnie 23 maja 1919 w walkach z Ukraińcami o wsie Borynicze i Iłów. 22 maja 1921 pułkownik Teodor Obraczay, były dowódca 10 pp, sporządził wniosek o odznaczenie Romualda Sidorskiego Orderem Virtuti Militari.
1 listopada 1919, po przejściu tyfusu plamistego, został przydzielony do 9 Dywizji Piechoty na stanowisko komendanta szkoły podoficerskiej karabinów maszynowych i kursu szturmowego w Łunińcu. 9 listopada tego roku ponownie zachorował na tyfus plamisty i został skierowany do szpitala. Później został przeniesiony w stan nieczynny na podstawie przeprowadzonego postępowania superrewizyjnego. 10 marca 1920 został przywrócony do służby czynnej i przydzielony do Oddziału IV Naczelnego Dowództwa Wojska Polskiego. 25 października 1921, na własną prośbę, został przeniesiony do rezerwy w celu ukończenia studiów w Akademii Sztuk Pięknych w Krakowie.
23 października 1922 jako oficer rezerwy został ponownie powołany do służby czynnej i przydzielony do Korpusu Kadetów Nr 2 w Modlinie, pozostając oficerem nadetatowym 10 pułku piechoty w Łowiczu. W następnym roku uzyskał absolutorium na Wydziale Malarstwa Akademii Sztuk Pięknych w Krakowie. W Korpusie Kadetów Nr 2 pełnił służbę na stanowisku wychowawcy i nauczyciela rysunków. 8 stycznia 1924 został zatwierdzony w stopniu kapitana ze starszeństwem z 1 czerwca 1919 i 1001. lokatą w korpusie oficerów rezerwy piechoty. 23 sierpnia 1924, w tym samym stopniu i starszeństwie, został przemianowany z dniem 1 lipca 1924 na oficera zawodowego. Od 20 maja do 17 lipca 1926 był przydzielony do Komisji Likwidacyjnej generała Lucjana Żeligowskiego, a następnie pełnił obowiązki dowódcy batalionu w 32 pułku piechoty w Modlinie. Od 2 do 8 stycznia uczestniczył w egzaminie przedwstępnym do Wyższej Szkoły Wojennej w Warszawie. 15 stycznia tego roku został przydzielony do 8 Dywizji Piechoty w Modlinie na stanowisko oficera sztabu. Od 17 maja 1927 ponownie pełnił obowiązki dowódcy batalionu w 32 pp.
Z dniem 2 listopada 1927, po „złożeniu egzaminu wstępnego z dobrym postępem i odbyciu przepisanego stażu liniowego”, został przydzielony do Wyższej Szkoły Wojennej na kurs 1927/1929 z równoczesnym przeniesieniem z 32 pp do kadry oficerów piechoty. 18 lutego 1928 prezydent RP nadał mu z dniem 1 stycznia 1928 stopień majora w korpusie oficerów piechoty i 11. lokatą. W  tym samym roku uzyskał absolutorium na Wydziale Malarstwa Akademii Sztuk Pięknych w Krakowie. W sierpniu 1929, po ukończeniu kursu i otrzymaniu dyplomu naukowego oficera dyplomowanego, został przeniesiony do 28 pułku piechoty w Łodzi na stanowisko dowódcy batalionu. We wrześniu 1930 został przeniesiony do Departamentu Piechoty Ministerstwa Spraw Wojskowych w Warszawie na stanowisko szefa Wydziału Studiów. Z dniem 15 czerwca 1933 został przeniesiony do 48 pułku piechoty w Stanisławowie na stanowisko dowódcy batalionu. W tym czasie obowiązki służbowe łączył z działalnością społeczną w Polskim Towarzystwie Tatrzańskim i Towarzystwie Przyjaciół Huculszczyzny. W grudniu 1934 został przeniesiony do 4 Dywizji Piechoty w Toruniu na stanowisko szefa sztabu. 27 czerwca 1935 prezydent RP nadał mu stopień podpułkownika z dniem 1 stycznia 1935 i 22. lokatą w korpusie oficerów piechoty. W sierpniu tego roku został przeniesiony do 32 pułku piechoty w Modlinie na stanowisko dowódcy III batalionu, detaszowanego w Działdowie. W marcu 1939 pełnił służbę w 33 pułku piechoty w Łomży na stanowisku I zastępcy dowódcy pułku.
W czasie kampanii wrześniowej początkowo dowodził III rzutem Kwatery Głównej Armii „Poznań”, który został zmobilizowany w Centrum Wyszkolenia Piechoty w Rembertowie pod zaszyfrowaną nazwą „kadra personalna typ II nr 8”. 13 września dowodzona przez niego jednostka, licząca około 120 oficerów, została ściągnięta spod Mińska Mazowieckiego do Warszawy. W stolicy pełnił funkcję dowódcy Kadry Oficerskiej i Podoficerskiej, a po przybyciu do Warszawy Sztabu Armii „Poznań”, także przewidzianą dla niego funkcję szefa Oddziału I. Po kapitulacji załogi obrony Warszawy dostał się do niewoli niemieckiej i został osadzony w Oflagu II C Woldenberg.
Po uwolnieniu z niewoli został przyjęty do ludowego Wojska Polskiego i wyznaczony na stanowisko zastępcy dowódcy 14 Dywizji Piechoty. Na przełomie 1945 i 1946 pełnił obowiązki dowódcy tej dywizji. 3 października 1950 został aresztowany. Przed aresztowaniem pełnił funkcję redaktora naczelnego czasopisma „Przegląd Kwatermistrzowski”. 29 maja 1952 został skazany na karę dwunastu lat pozbawienia wolności. Nie przyznał się do postawionych mu zarzutów uczestnictwa w działalności konspiracyjnej w wojsku majacej na celu „obalenie organów zwierzchnich narodu” oraz szpiegostwa uprawianego rzekomo z polecenia gen. Franciszka Hermana. W marcu 1955 został zwolniony z odbywania kary.
Zmarł 28 lutego 1956 w Łodzi. Został pochowany na Cmentarzu Wojskowym na Powązkach (kwatera C, rząd 5, grób 1/2). 25 kwietnia 1956, pośmiertnie, został uniewinniony i zrehabilitowany.
Był żonaty z Heleną z Kamiańskich, z którą miał troje dzieci: Janinę Wandę, ps. „Nuna” (1921–1944), sanitariuszkę pułku „Baszta”, poległą w powstaniu warszawskim, Radosława Jerzego (1923–1943), żołnierza Armii Krajowej i Andrzeja Witolda (1927–1989).

## Ordery i odznaczenia
- Krzyż Srebrny Orderu Wojskowego Virtuti Militari nr 8150[1][47]
- Krzyż Walecznych dwukrotnie[47][48]
- Złoty Krzyż Zasługi – 10 listopada 1938 „za zasługi w służbie wojskowej”[49][47][50]
- Medal Niepodległości – 12 marca 1931 „za pracę w dziele odzyskania niepodległości”[51][52][53]
- Medal Pamiątkowy za Wojnę 1918–1921[1]
- Medal Dziesięciolecia Odzyskanej Niepodległości[1]
- Srebrny Medal Zasługi Wojskowej z mieczami na wstążce Krzyża Zasługi Wojskowej[11]
- Brązowy Medal Zasługi Wojskowej z mieczami na wstążce Krzyża Zasługi Wojskowej[11]
- Krzyż Wojskowy Karola[11]